# Wijken en buurten in Asten
De Nederlandse gemeente Asten is voor statistische doeleinden onderverdeeld in wijken en buurten. De gemeente is verdeeld in de volgende statistische wijken:
- Wijk 00 Asten (CBS-wijkcode:074300)
- Wijk 01 Heusden (CBS-wijkcode:074301)
- Wijk 02 Ommel (CBS-wijkcode:074302)
- Wijk 08 (CBS-wijkcode:074308)
- Wijk 09 (CBS-wijkcode:074309)

Een statistische wijk kan bestaan uit meerdere buurten. Onderstaande tabel geeft de buurtindeling met kentallen volgens het Centraal Bureau voor de Statistiek (2008):
| CBS-buurtcode | Buurtnaam                                    | Inwonertal | Opp. totaal (ha) | Opp. land (ha) | Ligging                |
| ------------- | -------------------------------------------- | ---------- | ---------------- | -------------- | ---------------------- |
| BU07430000    | Asten                                        | 9520       | 554              | 551            | Locatie in de gemeente |
| BU07430001    | De Loverbosch                                | 2280       | 203              | 203            | Locatie in de gemeente |
| BU07430002    | Nobis                                        | 630        | 68               | 68             | Locatie in de gemeente |
| BU07430008    | Verspreide huizen Achterbosch en Rinkveld    | 170        | 302              | 302            | Locatie in de gemeente |
| BU07430009    | Verspreide huizen Asten                      | 240        | 445              | 442            | Locatie in de gemeente |
| BU07430100    | Heusden                                      | 1420       | 120              | 120            | Locatie in de gemeente |
| BU07430109    | Verspreide huizen Heusden                    | 1000       | 3566             | 3473           | Locatie in de gemeente |
| BU07430200    | Ommel                                        | 550        | 71               | 71             | Locatie in de gemeente |
| BU07430209    | Verspreide huizen Ommel                      | 360        | 916              | 902            | Locatie in de gemeente |
| BU07430809    | Verspreide huizen Kleine Heitrak en omgeving | 150        | 613              | 613            | Locatie in de gemeente |
| BU07430909    | Verspreide huizen Leensel en Hutten          | 70         | 280              | 280            | Locatie in de gemeente |